# Sándor Kappesz
Sándor Kappesz (ur. 1958) – węgierski zapaśnik walczący w stylu klasycznym.
Zajął szóste miejsce w Pucharze Świata w 1982. Trzeci na ME młodzieży w 1978 roku